# Wulfgar (évêque de Ramsbury)
Pour les articles homonymes, voir Wulfgar.
Wulfgar est un prélat anglo-saxon de la deuxième moitié du Xe siècle. Il est évêque de Ramsbury de 981 à sa mort, survenue en 985 ou en 986.

## Biographie
Wulfgar est moine à l'Old Minster, une abbaye de Winchester, avant son élection comme évêque de Ramsbury, dans le Wiltshire, en 981.
Il fait partie des conseillers proches du roi Æthelred le Malavisé au début de son règne personnel, à en juger par sa présence régulière sur ses chartes. Vers 985, en accord avec l'ealdorman du Hampshire Ælfric, il demande au roi de conférer la charge d'abbé d'Abingdon (Berkshire) à Eadwine, le frère d'Ælfric, contre paiement. Les moines d'Abingdon se voient ainsi privés du droit d'élire eux-mêmes leur abbé, comme le veut la coutume. En agissant ainsi, Wulfgar cherche peut-être à affaiblir un établissement monastique qui concurrence son autorité dans la région.
Wulfgar meurt en 985 ou 986. Son successeur à Ramsbury est Sigéric, jusqu'alors abbé de l'abbaye Saint-Augustin de Cantorbéry. Quelques années plus tard, en 993, Æthelred rend aux moines d'Abingdon toute liberté dans le choix de leur abbé. Dans la charte émise pour ratifier cette décision, le roi explique avoir été abusé par de mauvais conseillers, parmi lesquels il cite nommément l'ealdorman Ælfric et l'évêque Wulfgar.